# John Petrucci

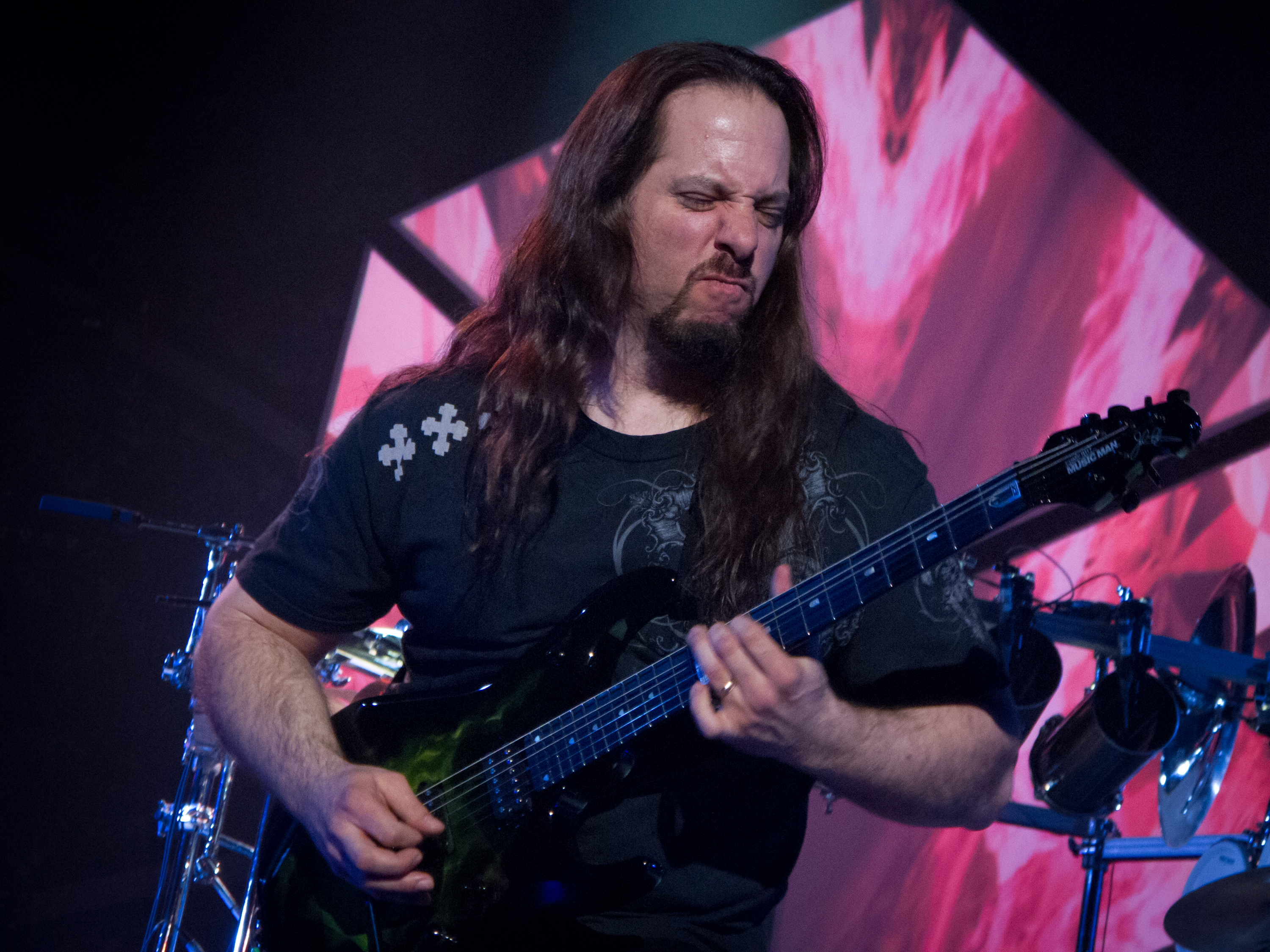
John Petrucci bei einem Konzert von Dream Theater in Madrid 2012

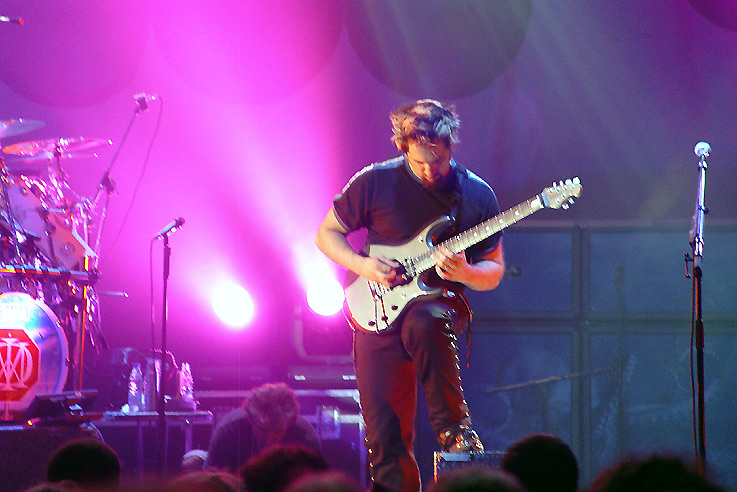
Gitarrist John Petrucci beim Dream-Theater-Konzert in Düsseldorf, 2005

John Peter Petrucci (* 12. Juli 1967 in Long Island, New York) ist der Gitarrist der US-amerikanischen Progressive-Metal-Band Dream Theater.

## Leben
John Petrucci begann mit dem Spielen der Gitarre im Alter von acht Jahren, als er seiner Schwester nacheifern wollte, die zu der Zeit ebenfalls ein Instrument lernte. Allerdings hörte er nach kurzer Zeit wieder auf. Als er zwölf Jahre alt war, gründete sein Freund eine Schulband. Dies bewog ihn, erneut mit dem Spielen der Gitarre anzufangen. Bereits in dieser Zeit lernte er John Myung kennen, der noch heute als Bassist von Dream Theater fungiert.
Zu Petruccis wichtigsten musikalischen Einflüssen zählen Bands wie Yes, Pink Floyd, Rush, Metallica, Iron Maiden und die Gitarristen Steve Howe, Steve Vai, Alex Lifeson, Al Di Meola, Allan Holdsworth und insbesondere Steve Morse. In Interviews bezeichnet er seine Vorbilder manchmal scherzhaft als "die Als und die Steves". Petrucci war gemeinsam mit Myung Student am Bostoner Berklee College of Music, allerdings nur ein Jahr. Dort lernten die beiden Mike Portnoy kennen, mit dem sie die Band Majesty gründeten, aus der später Dream Theater wurde.
John Petrucci ist mit Rena Sands verheiratet und hat drei Kinder (Samantha, Reny und Kiara).

## Musik
Die Musik von Dream Theater ist eine Mischung aus progressivem Rock mit Metal-Einflüssen, die aufgrund ihrer Geschwindigkeit, ihrer zahlreichen außergewöhnlichen Rhythmus- und Tempowechsel sowie ihrer anspruchsvollen Songkonzeptionen den Musikern eine hohe Konzentration, Präzision und höchste technische Fertigkeiten am Instrument abverlangt. Berühmt ist Petrucci durch seine aus den Songs der Band vielfach heraushörbaren virtuosen Fähigkeiten geworden, besonders zu erwähnen ist hierbei seine herausragende Wechselschlagtechnik (engl. alternate picking). Nicht zuletzt deshalb sehen viele in ihm einen der virtuosesten Rockgitarristen der Welt.
Neben Dream Theater wirkte Petrucci u. a. auch noch an dem Instrumental-Projekt Liquid Tension Experiment mit. Dazu gehörten noch die beiden Dream-Theater-Mitglieder Mike Portnoy (Drums) und Jordan Rudess (Keyboards) sowie Tony Levin (Bass), der in weiteren zahlreichen Bands involviert war (u. a. Peter Gabriel und King Crimson). 2000 trat er mit Jordan Rudess am Helen Hayes Performing Arts Center auf. Von diesem Auftritt ist ein Mitschnitt unter dem Titel An Evening with John Petrucci & Jordan Rudess veröffentlicht worden.
Auch zu erwähnen sind die drei Touren mit den sogenannten G3. Petrucci begleitete die namhaften Gitarristen Steve Vai, Joe Satriani und Paul Gilbert in den Jahren 2001, 2005, 2006 und 2007 auf Tour.
Am 1. März 2005 erschien sein erstes Solo-Album Suspended Animation.
In einem seit 2002 mit Videokassette, DVD und CD im Handel erhältlichen Lehrbuch, Rock Discipline, erklärt Petrucci seine Philosophie des Gitarrenspiels; ferner gibt er mit zahlreichen Technik- und Aufwärmübungen Gitarrenschülern eine Hilfestellung bei der Verbesserung ihrer Fertigkeiten.

## Equipment
Seit dem Jahr 2000 spielt Petrucci seine Signature-Gitarren der Firma Music Man, eine 6-Saiter und eine 7-Saiter mit 24 Bünden und speziell für ihn angefertigten DiMarzio-Tonabnehmern. Des Weiteren benutzt er auf Konzerten vereinzelt auch eine Doubleneck-Gitarre, deren Hälse mit 12 bzw. 6 Saiten bespannt sind.
Zuvor spielte er eigens für ihn angefertigte Modelle von Ibanez.
Seine Verstärker bezieht er von Mesa/Boogie, er schätzt insbesondere deren klangliche Vielseitigkeit und Konstanz. Bei seinen Liveauftritten, mit Dream Theater, stehen meist mehrere Mesa/Boogie-Verstärkertürme, bestehend aus mehreren 4x12"-Boxen des Typs "Mesa/Boogie Traditional Rectifier 4X12 Cabinet", auf der Bühne. Aktuell spielt er auf einen für ihn angefertigten "Mesa/Boogie JP-2C", die er als Paar für die stereophone Klangabbildung verwendet. John Petrucci ist ebenfalls bekannt für die von ihm verwendeten "Mesa Boogie Mini Recto SL" direkt an seiner Spielposition.
In seinem Equipment kommen Effektgeräte wie z. B. das für ihn entwickelte "The Dreamscape" von TC-Electronics sowie weitere Effektgeräte von Mesa/Boogie, TC-Electronics und anderen Herstellern vor.

## Diskografie

### Soloalben
- 2000 An Evening With (mit Jordan Rudess)
- 2005 Suspended Animation
- 2020 Terminal Velocity

### Sonstiges
- 1989 Various Artists – Guitar Battle
- 1996 Rush-Tribute – Working Man
- 1997 A Tribute to Queen – Dragon Attack
- 1998 Liquid Tension Experiment – Liquid Tension Experiment
- 1998 Explorers Club – Age of Impact
- 1998 Jon Finn Group – Wicked
- 1999 Liquid Tension Experiment – Liquid Tension Experiment 2
- 2001 Jordan Rudess – Feeding The Wheel
- 2005 Steve Morse – Prime Cuts
- 2006 Derek Sherinian – Blood of the Snake
- 2006 Marty Friedman – Loudspeaker
- 2021 Liquid Tension Experiment – Liquid Tension Experiment 3

## Videografie
- 1995 John Petrucci – Rock Discipline VHS
- 2002 John Petrucci – Rock Discipline DVD
- 2005 G3 – Live in Tokyo (zusammen mit Joe Satriani und Steve Vai) DVD